# LUTs o LUTs 3D

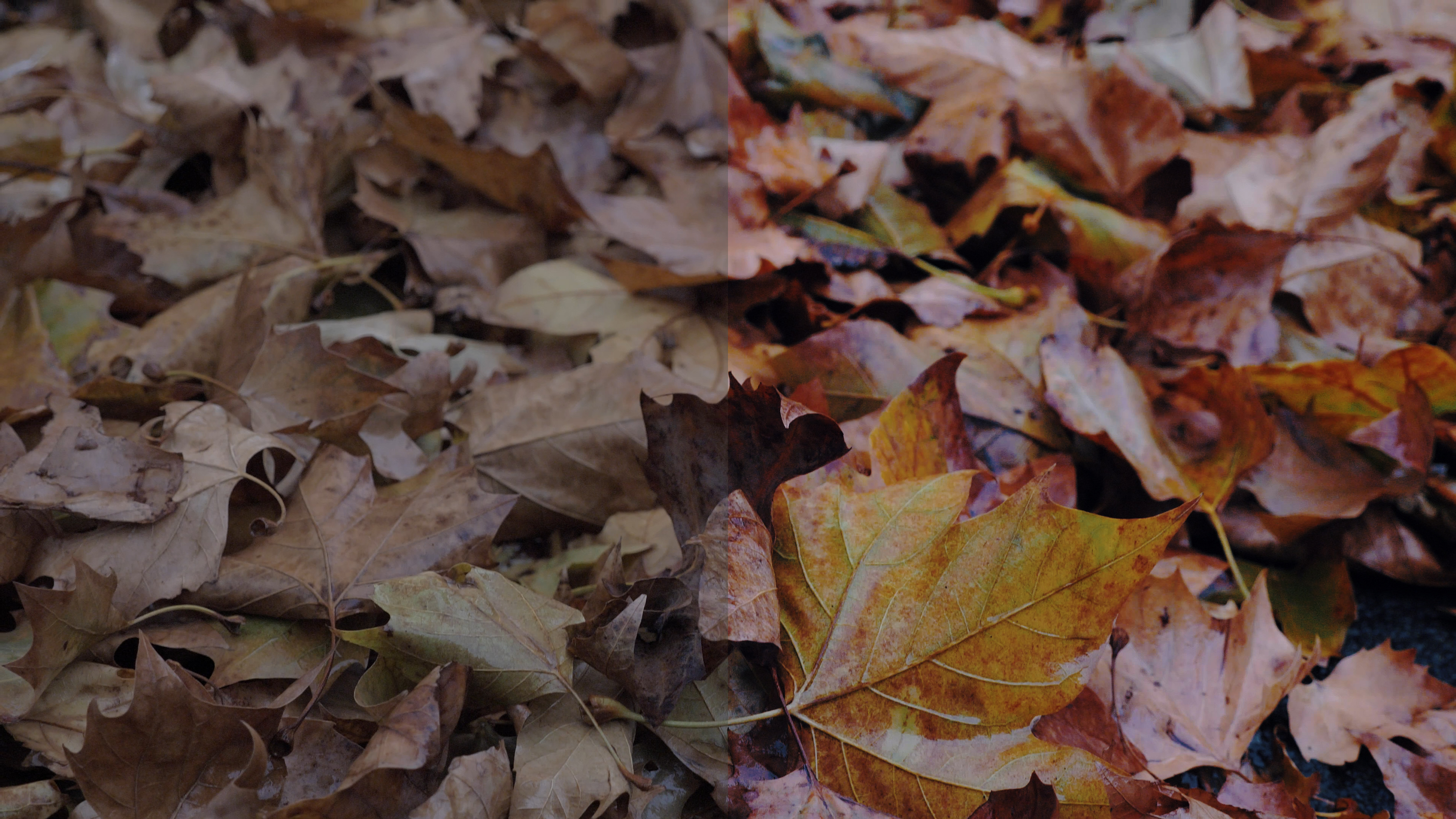
Fotograma sin y con aplicación de LUTs.

LUTs o LUTs 3D proviene de las iniciales del inglés Look Up Table o tabla de conversión, se trata de mecanismos de conversión de color, un archivo que contiene una serie de valores precalculados, por lo tanto, la base de las LUT parten de un principio matemático. Se emplea en el sector cinematográfico como una herramienta para la gradación de color o colorimetría, se trata de software de postproducción que contiene tablas de datos que permiten cambiar las tonalidades de una imagen. Hoy en día, las cámaras digitales permiten grabar en diversos formatos en logarítmico que son compatibles con las LUTs. Por otro lado, las tarjetas gráficas actuales poseen soporte directo para 3D LUT, esto posibilita procesar imágenes HD a 60 fps e incluso a más velocidad.
Una 3D LUT es una red tridimensional de valores de color RGB, y en el caso del espacio de color de cine se trata de un espectro con una colorimetría algo más amplia y distinta al estándar RGB, llamado XYZ. La adecuada calibración de los monitores, y la utilización de LUTs 3D estandarizados y verificados, posibilitará que el operador de postproducción vea en la pantalla de su estación de trabajo lo mismo que el espectador observará en la sala de cine.

## Funciones
Los LUT 3D se utilizan para recrear estilos cinematográficos. Al grabar con cámaras cinematográficas digitales se emplea un espacio cromático logarítmico con el propósito de conservar el rango dinámico y que no surjan problemas con el proceso de posproducción. No obstante, cuando estas imágenes se observan a través de un monitor el aspecto no es el mismo, en este caso los LUT 3D son de gran utilidad, pues permiten visualizar el material de la manera más fiel posible a como se percibirá este al editarlo. 
Otra de las funciones de los LUT cinematográficos es que te permiten atribuir calidades de color complejas que pueden simular el aspecto de otras películas cinematográficas.  
De esta manera se podría considerar que los LUTs pueden tener una utilidad más técnica, como la modificación de un espacio de color en otro, calibrar un monitor, o pueden tener un uso más creativo, como por ejemplo, atribuir un aspecto determinado a un video o simular un resultado cinematográfico.